# Charles Christie

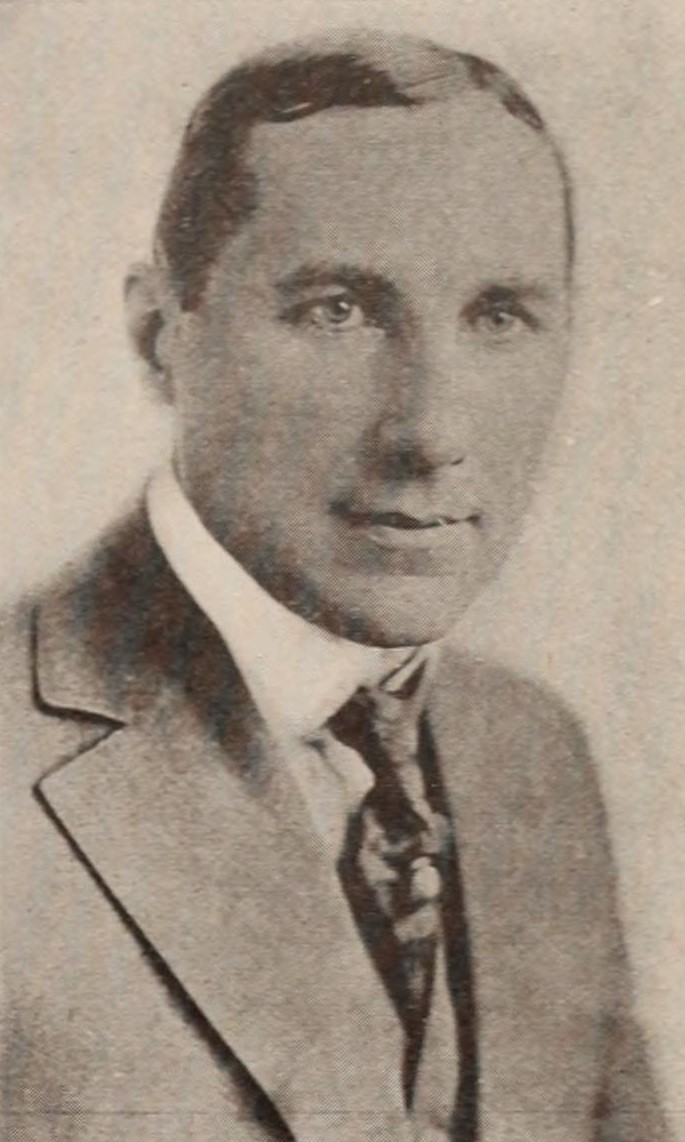
Charles Christie (1920)

Charles Christie (* 13. April 1880 in London, Ontario; † 1. Oktober 1955 in Beverly Hills, Kalifornien) war ein kanadisch-US-amerikanischer Unternehmer, Filmregisseur und Filmproduzent.

## Leben
Charles Christie arbeitete zunächst unter anderem als Manager im Theaterbereich, ehe er in das Filmgeschäft einstieg. Im Jahr 1915 gründete er gemeinsam mit seinem Bruder Al Christie die „Christie Film Company“. Diese galt neben in der Stummfilmzeit neben den Studios von Mack Sennett sowie Hal Roach, mit denen die Christie Film Company konkurrierte, als eines der wichtigsten Filmstudios für Komödien. Während Al die Produktion der Filme verantwortete, übernahm Charles die administrative Verwaltung des Filmstudios. Daher ist die Anzahl an Filmen, an denen Charles Christie konkret als Mitwirkender genannt wird, begrenzt. Unter anderem war er 1920 der Regisseur der Komödie 813 und produzierte 1930 eine Version von Charleys Tante mit Charlie Ruggles.
Nachdem die Christie Film Company durch die Weltwirtschaftskrise in Turbulenzen geraten war, musste sie 1933 schließen. Charles Christie war die letzten beiden Jahrzehnte seines Lebens im Immobilienbereich tätig. Er starb 1955 im Alter von 75 Jahren. An ihn erinnert ein Stern auf dem Hollywood Walk of Fame in der Kategorie Film.